# Wacław Grzybkowski
Wacław Andrzej Grzybkowski (ur. 30 listopada 1944 w Zábřehu) – polski chemik, specjalizujący się w chemii fizycznej. Uczeń prof. Włodzimierza Libusia, od 2000 kierownik Katedry Chemii Fizycznej Politechniki Gdańskiej, od 2006 profesor nauk chemicznych.

## Odznaczenia
- Srebrny Krzyż Zasługi (1996)[3]
- Złoty Krzyż Zasługi (2002)[4]